# مدينة دانزيغ الحرة النابليونية
مدينة دانزيغ الحرة النابليونية يشار إليها أحيانًا باسم جمهورية دانزيغ، هي مدينة شبه مستقلة أنشأها نابليون في 9 سبتمبر 1807، خلال فترة حروب نابليون في أعقاب الاستيلاء على المدينة في حصار دانزيغ. بعد مؤتمر فيينا في 1814/5، تم إعادة دمج دانزيغ في مملكة بروسيا.
استحوذت بروسيا على مدينة دانزيغ في أثناء التقسيم الثاني لبولندا في 1793. بعد هزيمة الملك فريدرش فيلهلم الثالث ملك بروسيا من بروسيا في معركة يينا-أويرشتيد عام 1806، وفقًا للمعاهدة الفرنسية البروسية لتليسسيت في 9 يوليو 1807، تم تقسيم أراضي الدولة الحرة من الأراضي التي تشكل جزءا من مقاطعة بروسيا الغربية. تألفت من مدينة دانزيغ إلى جانب المناطق الريفية المحيطة بها على مصب نهر فيستولا بما في ذلك Oliva، مع شبه جزيرة هيل ومنارتها بالإضافة إلى النصف الجنوبي من Vistula Spit حتى Narmeln.